# Louis Denfert
Louis Denfert est un personnage de fiction que l'on retrouve dans plusieurs romans de Brigitte Aubert dont l'intrigue se passe en partie à Paris à la fin du XIXe siècle.

## Biographie
On connaît peu de choses sur la naissance de Louis Denfert. Il a été abandonné et recueilli par le capitaine Gustave Denfert, "Terre-neuvas de génération en génération". Louis a été « trouvé à fond de cale, près de la réserve à charbon. Le nourrisson était emmitouflé dans une couverture usée, mais propre. Une petite bourse, accrochée à ses langes, contenait un louis d'or, d'où son prénom, et un court message, curieusement rédigé en anglais : God bless you ». Gustave Denfert va le ramener chez lui, dans un village normand, où il vit avec Nicette, sa fille de huit ans et Louis va être élevé comme le fils de la famille. Gustave Denfert meurt en 1885. Nicette habite toujours en Normandie avec son mari et ses enfants.
Journaliste au Petit éclaireur, il est affecté aux affaires sportives et aux « chiens et chats écrasés » jusqu'à ce que son patron l'envoie à Dijon couvrir le meurtre d'une jeune Anglaise assassinée dans le Paris-Marseille (Le Miroir des ombres). Cette première mission lui donne le goût des enquêtes criminelles.
Quand il ne fouille pas dans les archives du journal à la recherche d'un meurtrier en série, Louis se passionne pour le sport, et plus spécifiquement pour le cyclisme. Il est fasciné par les vélos et s'est d'ailleurs offert une bicyclette Humber.
Physiquement, Louis a une carrure solide. Émile Germain assimile sa stature à celle de Bob Fitzsimmons, champions du monde de boxe des poids moyens en 1891. Camille le surnomme son « petit tsar » ou son « joli Ruskoff » « à cause de ses cheveux blonds et de ses traits slaves, mais surtout de ses yeux d'un bleu si pâle qu'ils en semblaient presque transparents ».

## Romans de la série policièreLouis Denfert
Les romans se passent tous avec, en toile de fond, l'invention et l'essor du cinéma. Le progrès et les évolutions de la société sont présents à chaque page (essor du téléphone, des moyens de transport et de communication).
1. Brigitte Aubert, Le Miroir des ombres, Paris, 10/18, coll. « Grands détectives » (no 4155), 18 septembre 2008, 376 p. (ISBN 978-2-264-04632-1, BNF 41338789)
2. Brigitte Aubert, La Danse des illusions, Paris, 10/18, coll. « Grands détectives » (no 4156), 18 septembre 2008, 410 p. (ISBN 978-2-264-04633-8, BNF 41338787)
3. Brigitte Aubert, Projections macabres, Paris, 10/18, coll. « Grands détectives » (no 4229), 20 mai 2009, 426 p. (ISBN 978-2-264-04890-5, BNF 41486920)
4. Brigitte Aubert, Le Secret de l'abbaye, Paris, 10/18, coll. « Grands détectives » (no 4377), 21 octobre 2010, 416 p. (ISBN 978-2-264-05057-1, BNF 42309726)
5. Brigitte Aubert, Le Royaume disparu, Paris, 10/18, coll. « Grands détectives » (no 4549), 5 septembre 2013, 384 p. (ISBN 978-2-264-05391-6)

## Entourage de Louis Denfert

### Personnages de fiction autour de Louis Denfert
Camille de Saens : Compagne de Louis, elle est actrice, pensionnaire à la Comédie française. Elle est décrite comme très jolie et sa chevelure rousse semble être l'un de ses atouts majeurs.
Émile Germain : Émile est décrit comme grand de carrure avec « d'épais cheveux châtains assortis à sa moustache en guidon de vélo ». On lui trouverait d'ailleurs un air de ressemblance avec Guy de Maupassant... Enfant de troupe dès l'âge de dix ans, il devient sergent dans le génie et quitte l'armée à la suite d'une blessure à la tête au Tonkin. Âgé d'une quarantaine d'années, il devient professeur de boxe et se lie d'amitié avec Louis lors d'une rixe au cours de laquelle il va sauver la vie de son futur ami. Il aura une histoire, entre autres, avec La Goulue.
Albert Féclas : Élève en médecine légale au début du tome 1, il est l'assistant du professeur lyonnais Alexandre Lacassagne. Connu également sous le pseudonyme Philibert Jolimont, il se produit le soir comme prestidigitateur tandis que dans la journée, il effectue son travail de médecin légiste. Lors de leur première rencontre, Louis et Albert vont se trouver en rivalité avant de se rendre compte que leurs compétences se complètent fort bien et de devenir amis. On parle peu des amours d'Albert qui est décrit comme fin, sensible et ressemblant à une fille.  
Lady Fischer-Brown : Mystérieuse millionnaire rencontrée à Londres lors de la première aventure au cours d'une soirée déguisée. Elle est « riche, oisive et curieuse ». Personne ne sait d'où elle vient, qui elle est réellement ni d'où elle tire sa fortune. « Elle est apparue vêtue, titrée et merveilleusement riche. Vénus sortant des ondes en cape de fourrure et diadème de diamants. Veuve d'un Lord Fischer-Brown opportunément décédé au fin fond de son manoir gallois ».

### Personnalités historiques évoquées
Les aventures de Louis Denfert sont extrêmement ancrées dans la réalité sociale et culturelle de l'époque. Il côtoie ainsi régulièrement Gaston Leroux, Oscar Wilde, Arthur Conan Doyle, Alphonse Daudet, Georges Méliès, Guy de Maupassant, Robert Louis Stevenson, le prince Albert Victor de Galles, Octave Mirbeau, Alphonse Allais, Georges Feydeau et Edmond Rostand (avec qui Camille travaille à plusieurs reprises), le professeur Alexandre Lacassagne, les Frères Lumière, Léo Taxil... 
Le monde du spectacle n'est pas en reste puisque les amis se retrouvent régulièrement du côté du Moulin Rouge où ils vont rencontrer Louise Weber, alias La Goulue. Leurs routes croiseront aussi celles de Claude Debussy, Erik Satie, Leopoldo Fregoli, Francis Doublier, Mistinguett, Loïe Fuller, Émilie Marie Bouchaud dite la Polaire ou Eugénie Buffet.
À plusieurs reprises, la route de Louis Denfert croise celle de gamins qui rêvent de faire carrière qui dans le music-hall, qui dans l'écriture, et qui s'avèrent être Maurice Chevalier, Charlie Chaplin, Sacha Guitry, Marcel Allain...

## Destinations de Louis Denfert au fil de ses enquêtes
1. Le Miroir des ombres : Dijon, Londres (les meurtres de Whitechapel et l'ombre de Jack l'Éventreur  planent sur cette opus).
2. La Danse des illusions : Venise
3. Projections macabres : Aix-les-Bains
4. Le secret de l'abbaye : Îles de Lérins, Cannes et Monaco.